# Hvězda typu T Tauri

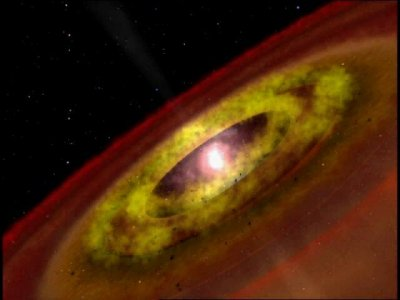
Kresba hvězdy typu T Tauri obklopené akrečním diskem

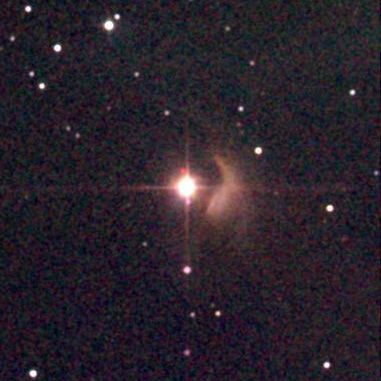
Hvězda T Tauri, po níž byla pojmenována celá tato třída hvězd. Napravo od hvězdy lze vidět mlhovinu, odrážející její světlo.

Hvězda typu T Tauri (též hvězda asociace typu T) je typ mladé málo hmotné proměnné hvězdy, která se teprve vynořila z plynné obálky molekulárního mračna, v němž se zrodila. Hmotnosti těchto hvězd se pohybují přibližně mezi 0,2 až 3násobkem hmotnosti Slunce a jejich stáří je mezi 100 tisíci a 1 milionem let. Pojmenovány byly po hvězdě T Tauri, kterou lze na obloze nalézt v souhvězdí Býka.
Molekulární mračna sestávají především z vodíku, malého množství helia a stopových množství některých dalších prvků. Mezi ně patří mimo jiné i lithium, které však krátce po zažehnutí fúzních reakcí v jádře hvězdy vyhoří a přemění se v helium. Přítomnost lithia v spektru hvězdy je tedy známkou jejího mládí a je často pozorovaná právě u hvězd typu T Tauri.
Hvězdy typu T Tauri ještě neukončily svůj růst a ze svého okolí přijímají ještě další plyn. Změny jasnosti, které jsou pro ně charakteristické, jsou pravděpodobně důsledkem doprovodných procesů, jako jsou různé nestability v akrečním disku, který je obklopuje, prudké děje v jejich atmosféře i pohybující se shluky prachu a plynu, které hvězdu částečně stále zakrývají. Hvězda svou jasnost mění zcela nevyzpytatelně v průběhu několika dní.
Hvězdy typu T Tauri se dělí na klasické a čárově slabé. Čárově slabé hvězdy typu T Tauri již nemají akreční disk. Klasické hvězdy typu T Tauri mají akreční disk a stále na sebe nabalují horký plyn, který se projevuje silnými emisními čárami ve spektru. Tyto hvězdy se postupně vyvíjí v čárově slabé. Později se z těchto hvězd stávají hvězdy hlavní posloupnosti. Hvězdou typu T Tauri bylo na počátku svého vývoje také Slunce (asi před 4,5 miliardy let).